# Estadio Banadir
El Estadio Banadir (en somalí: Banaadir Stadium)  es un estadio de usos múltiples ubicado en la ciudad de Mogadiscio, la capital del país africano de Somalia. Actualmente se utiliza sobre todo para los partidos de fútbol. Fue inaugurado en 1956 por el Comité Olímpico Nacional Italiano, debido a que para esa época el territorio todavía se encontraba bajo administración italiana. En la actualidad está siendo reconstruido por la FIFA con el programa África.

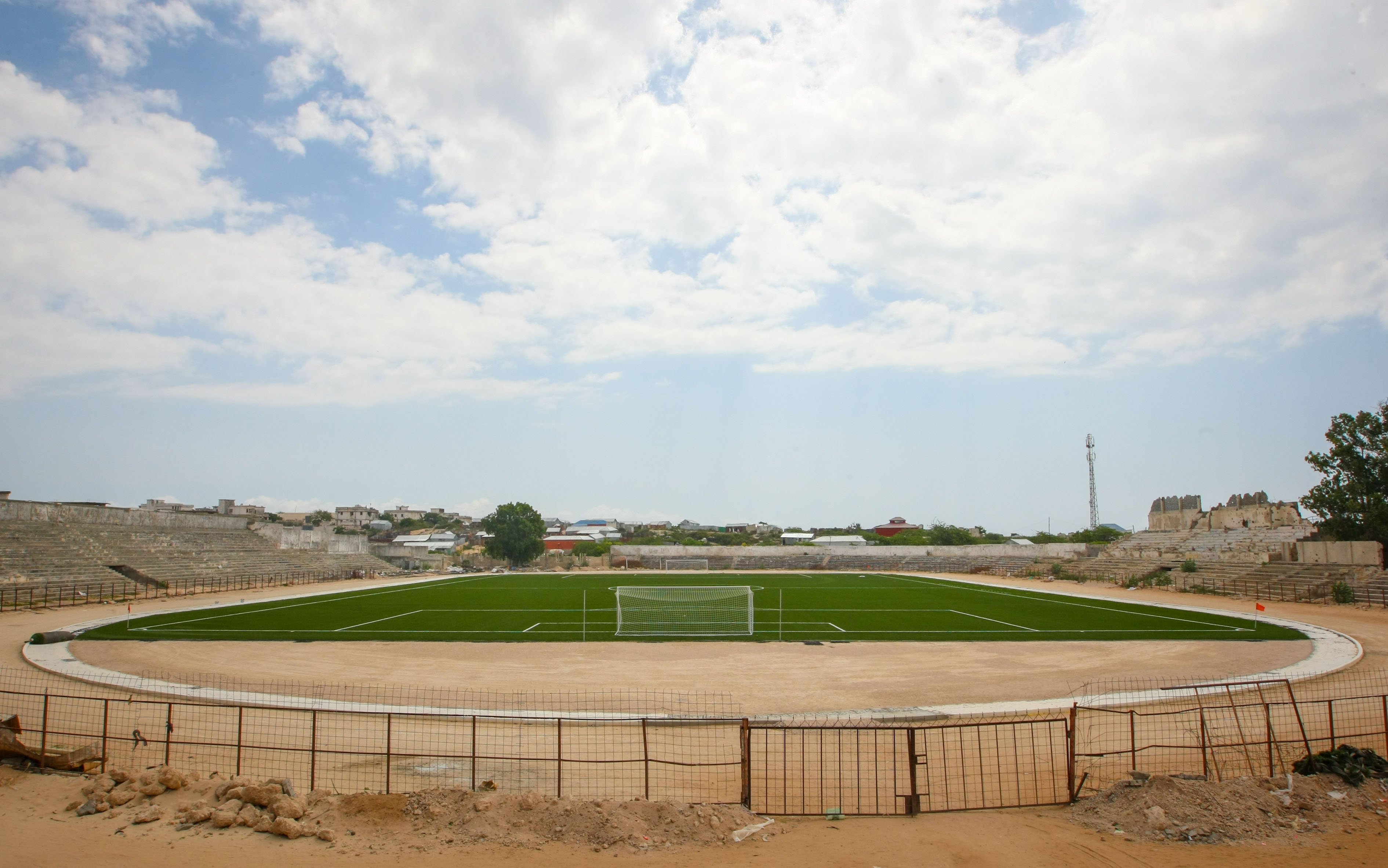
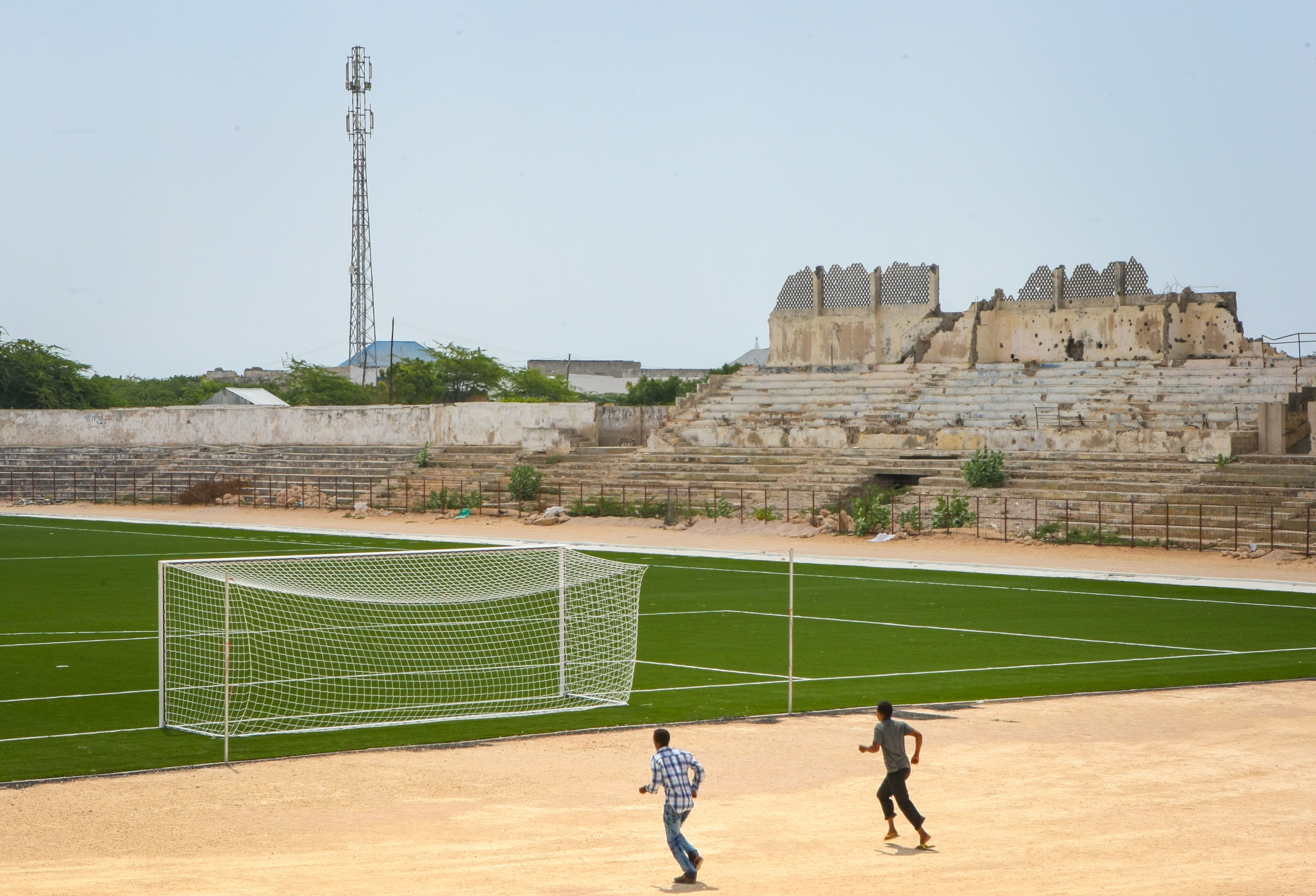